# NGC 208
NGC 208 je galaksija u zviježđu Ribe.

## Vanjske poveznice
- SEDS: NGC 0208